# مونكلوفا
مونكلوفا (بالإسبانية: Monclova)‏ هي مدينة في المكسيك، تقع في كواويلا، هي عاصمة Coahuila y Tejas ‏، وتكساس المكسيكية، بلغ عدد سكانها 216,206 نسمة وذلك حسب إحصائيات سنة 2010، رمزها البريدي هو 25600.

## المناخ
يظهر الجدول التالي التغييرات المناخية على مدار السنة لمونكلوفا:
| البيانات المناخية لـمونكلوفا                                    | البيانات المناخية لـمونكلوفا | البيانات المناخية لـمونكلوفا | البيانات المناخية لـمونكلوفا | البيانات المناخية لـمونكلوفا | البيانات المناخية لـمونكلوفا | البيانات المناخية لـمونكلوفا | البيانات المناخية لـمونكلوفا | البيانات المناخية لـمونكلوفا | البيانات المناخية لـمونكلوفا | البيانات المناخية لـمونكلوفا | البيانات المناخية لـمونكلوفا | البيانات المناخية لـمونكلوفا | البيانات المناخية لـمونكلوفا |
| الشهر                                                           | يناير                        | فبراير                       | مارس                         | أبريل                        | مايو                         | يونيو                        | يوليو                        | أغسطس                        | سبتمبر                       | أكتوبر                       | نوفمبر                       | ديسمبر                       | المعدل السنوي                |
| --------------------------------------------------------------- | ---------------------------- | ---------------------------- | ---------------------------- | ---------------------------- | ---------------------------- | ---------------------------- | ---------------------------- | ---------------------------- | ---------------------------- | ---------------------------- | ---------------------------- | ---------------------------- | ---------------------------- |
| الدرجة القصوى °م (°ف)                                           | 33.5 (92.3)                  | 36.8 (98.2)                  | 39.8 (103.6)                 | 41.8 (107.2)                 | 45.2 (113.4)                 | 44.5 (112.1)                 | 43.8 (110.8)                 | 43.0 (109.4)                 | 45.5 (113.9)                 | 39.7 (103.5)                 | 38.5 (101.3)                 | 35.6 (96.1)                  | 45.2 (113.4)                 |
| متوسط درجة الحرارة الكبرى °م (°ف)                               | 19.7 (67.5)                  | 22.5 (72.5)                  | 27.4 (81.3)                  | 31.5 (88.7)                  | 34.0 (93.2)                  | 35.8 (96.4)                  | 35.4 (95.7)                  | 34.9 (94.8)                  | 31.7 (89.1)                  | 28.0 (82.4)                  | 24.2 (75.6)                  | 21.3 (70.3)                  | 28.9 (84.0)                  |
| المتوسط اليومي °م (°ف)                                          | 12.6 (54.7)                  | 14.9 (58.8)                  | 19.6 (67.3)                  | 24.0 (75.2)                  | 27.0 (80.6)                  | 29.1 (84.4)                  | 29.0 (84.2)                  | 28.6 (83.5)                  | 25.8 (78.4)                  | 21.7 (71.1)                  | 17.1 (62.8)                  | 14.2 (57.6)                  | 22.0 (71.6)                  |
| متوسط درجة الحرارة الصغرى °م (°ف)                               | 5.5 (41.9)                   | 7.4 (45.3)                   | 11.9 (53.4)                  | 16.6 (61.9)                  | 19.9 (67.8)                  | 22.4 (72.3)                  | 22.6 (72.7)                  | 22.3 (72.1)                  | 19.9 (67.8)                  | 15.4 (59.7)                  | 10.1 (50.2)                  | 7.1 (44.8)                   | 15.1 (59.2)                  |
| أدنى درجة حرارة °م (°ف)                                         | −9.5 (14.9)                  | −4.8 (23.4)                  | −2.8 (27.0)                  | 4.0 (39.2)                   | 3.8 (38.8)                   | 13.0 (55.4)                  | 10.6 (51.1)                  | 2.2 (36.0)                   | 1.0 (33.8)                   | −3.0 (26.6)                  | −2.0 (28.4)                  | −3.2 (26.2)                  | −9.5 (14.9)                  |
| الهطول مم (إنش)                                                 | 12.2 (0.48)                  | 16.5 (0.65)                  | 8.1 (0.32)                   | 22.8 (0.90)                  | 40.2 (1.58)                  | 40.2 (1.58)                  | 42.2 (1.66)                  | 43.9 (1.73)                  | 78.5 (3.09)                  | 37.6 (1.48)                  | 19.5 (0.77)                  | 15.0 (0.59)                  | 376.7 (14.83)                |
| متوسط أيام هطول الأمطار (≥ 0.1 mm)                              | 3.3                          | 3.2                          | 1.7                          | 2.7                          | 4.7                          | 3.9                          | 4.7                          | 4.9                          | 6.3                          | 4.5                          | 3.2                          | 3.4                          | 46.5                         |
| متوسط الرطوبة النسبية (%)                                       | 53                           | 51                           | 43                           | 45                           | 52                           | 55                           | 48                           | 50                           | 56                           | 59                           | 55                           | 56                           | 52                           |
| ساعات سطوع الشمس الشهرية                                        | 220                          | 196                          | 212                          | 222                          | 274                          | 274                          | 274                          | 231                          | 221                          | 221                          | 272                          | 172                          | 2٬789                        |
| المصدر #1: Servicio Meteorológico National (humidity 1981–2000) |                              |                              |                              |                              |                              |                              |                              |                              |                              |                              |                              |                              |                              |
| المصدر #2: Ogimet (sun 1981–2010)                               |                              |                              |                              |                              |                              |                              |                              |                              |                              |                              |                              |                              |                              |

## أعلام
- جيري إسترادا
- ماريو غارسيا توريس
- سوزانا زاباليتا
- خوان دي لا غارزا
- راؤول توريس